# Gipsy Kings

Gipsy Kings je francuski sastav na čijem repertoaru se mogu naći žanrovi poput flamenca, popa i različitih tradicionalnih narodnih pjesama. Njihova glazba se može opisati kao mjesto gdje se španjolski flamenco i romska rapsodija susreće sa salsa funkom.
Obje obitelji, iz kojih potiču članovi sastava, vode podrijetlo iz Katalonije ali su se tijekom španjolskog građanskog rata, poput dosta drugih obitelji, nastanili u Francuskoj. 
Njihove prve pjesme bile su "Djobi Djoba" i "Bamboleo", koje postaju vrlo popularne u Francuskoj, iako su dobile lošu kritiku purističara flamenca.
Njihov album Gipsy Kings bio je uspješan u dosta europskih zemalja, prvenstveno u Francuskoj i Engleskoj.
1989. doživljavaju uspjeh i u SADu, s kojim se moglo pohvaliti malo španjolskih glazbenika. Slijede albumi Estrellas, Mosaique, Love & Liberte i Este mundo. Njihova inačica pjesme "Hotel California" bila je na originalnom soundtracku filma The Big Lebowski. Njihova obrada pjesme "You've Got A Friend in Me" može se čuti u filmu Toy Story 3 (2010.)

## Članovi
Članovi sastava Gipsy Kings dolaze iz dvije obitelji: Reyes (hr. kraljevi) i Baliardo. Obitelj Baliardo u srodstvu s francuskim flamenco glazbenikom poznatim pod pseudonimom Manitas de Plata.

Članovi sastava su: 
- Nicolás Reyes - glavni vokal
- Pablo Reyes - vokal, gitara
- Canut Reyes - vokal, gitara
- Patchai Reyes - vokal, gitara
- Andre Reyes - gitara
- Diego Baliardo - gitara
- Paco Baliardo - gitara
- Tonino Baliardo - glavna gitara
- Chico Bouchikhi je bio član originalnog sastava ali ga napušta tijekom snimanja trećeg albuma Este mundo.

## Albumi
- Allegria (1982.)
- Luna de fuego (1983.)
- Gipsy Kings (1987.)
- Mosaique (1989.)
- Este mundo (1991.)
- Live (1992.)
- Love and Liberté (1993.)
- The Best of the Gipsy Kings (1995.)
- Tierra gitana (1996.)
- Compás (1997.)
- Cantos de amor (1998.)
- Volare: The Very Best of the Gipsy Kings (1999.)
- Somos gitanos (2001)
- Tonino Baliardo (2003)
- Roots (2004)
- Pasajero (2006.)
- Savor Flamenco (2013.)

## José Reyes i Los Reyes albumi
- José Reyes & los Reyes (197.4)
- Gitan poête (1978.)
- Amour d'un jour (1979.)
- Flamenco passion (1994.)

## Vanjske poveznice
- Službene stranice sastava